# Межидов, Вахид Хумаидович
Ва́хид Хумаи́дович Межидов (29 апреля 1938, Курчалоевский район, Чечено-Ингушская АССР — 30 июля 2025, Грозный) — российский учёный, доктор химических наук, профессор, изобретатель, академик Академии наук Чеченской Республики.

## Биография
Родился 29 апреля 1938 года в селе Бачи-Юрт Курчалоевского района Чеченской республики. Среднюю школу окончил в депортации в 1956 году в Покровской средней школе Таласской области Киргизской ССР.
В 1957 году вернулся на родину. В 1962 году окончил механический факультет Грозненского нефтяного института. После института работал ассистентом кафедры физики ГНИ.
В 1968 году защитил кандидатскую диссертацию по специальности «Гидравлика и инженерная гидрология». В 1972 году стал доцентом кафедры физики.
В 1989 году защитил докторскую диссертацию по специальности «Физическая химия». В 1991 году стал профессором кафедры физики. В 1992 году избран действительным членом Академии наук Чеченской Республики.
В 1993 году, после осложнения ситуации в республике, заведовал кафедрой физики в Муромском филиале Владимирского политехнического института. В 1995—1996 годах был ректором Грозненского нефтяного института, принимал деятельное участие в его восстановлении.
Работал ведущим научным сотрудником Института нефтехимического синтеза РАН им. А. В. Топчиева. Впоследствии в сферу его научных интересов попали нанотехнологии и наноматериалы.
Опубликовал около ста научных статей, получил семь авторских свидетельств на изобретения, подготовил шесть кандидатов наук. Автор несколько десятков общественно-политических и литературных публикаций в республиканской и федеральной прессе.
Был директором Научно-исследовательского центра коллективного пользования «Нанотехнологии и наноматериалы» в Грозненском государственном нефтяном техническом университете.

## Награды и звания
- Почётный работник высшего профессионального образования Российской Федерации;
- Заслуженный деятель науки Чечено-Ингушской АССР;
- дипломы, грамоты, медали;

## Семья
- Женат. Имеет двух дочерей и семь внуков.